# No Bullshit
No Bullshit is een nummer van de Amerikaanse zanger Chris Brown. Het nummer werd uitgebracht op 18 januari 2010 door het platenlabel. Het nummer behaalde de 62e positie in de UK Singles Chart.